# 中華職棒簽賭案
中華職棒自1990年開打，至2009年為止20年間，共發生五次檢調單位大規模調查涉及簽賭和打假球事件，分別是1996年的黑鷹事件、2005年的黑熊事件、2007年的黑鯨事件、2008年的黑米事件與2009年的黑象事件。20年間參與職棒比賽的球員累計約有1300人，其中台灣本土球員600餘人、洋將（外籍球員）則有700人左右。因涉賭而遭到禁賽、無法回職棒圈的本土人員接近100人，約佔六分之一。所有參與中華職棒的球團，都曾有球員涉案遭檢方調查、起訴。

## 黑鷹事件
1997年，時報鷹隊球員與教練約有84人捲入假球案，最後被起訴有罪的本土球員共有22人，全隊只有蔡明宏一人無罪，鷹隊相關球員郭建成等19人以及統一獅隊郭進興、鄭百勝與江泰權等三人被法院判決有罪，但都獲緩刑宣告。

## 黑熊事件
2005年，La New熊隊與興農牛、中信鯨隊球員遭檢調約談調查，其中洋將人數接近十人。2006年又有熊隊教練林光宏因收錢被黑道挾持，之後即被開除。

## 黑鯨事件
2007年，中信鯨隊球員及少數熊隊球員被檢調大規模約談調查，最後大多因證據不足未予起訴，鯨隊鄭昌明、紀俊麟等「先發五虎將」因涉案被開除。2009年檢方調查黑象事件時又有杜章偉、高俊強等人交保。

## 黑米事件
2008年，米迪亞暴龍隊爆發球隊高層下令所屬球員打放水球的事件，近十位本土球員與教練和球團老闆涉入，球隊也被聯盟除名，走上解散命運。

## 黑象事件
2009年球季結束後，檢方收押地下簽賭案負責人蔡政宜等人，並大規模約談中職球員與教練。至2010年2月5日為止，共有兄弟象、La new熊、興農牛與中信鯨（已解散）等四隊球員遭約談，其中象隊幾乎有一半的本土球員涉案、遭禁賽。整個中職則已有31位現役與前職棒球員因認罪或遭檢方羈押、交保處分而被所屬球隊開除、中華職棒聯盟及中華民國棒球協會對於涉案球員處以永不錄用。